# جوزيف تشارلز بكويرت
جوزيف تشارلز بكويرت (1886-1982) (بالإنجليزية: Joseph Charles Bequaert)‏ هو عالم نبات أمريكي.